# Małgorzata Gąsiorowska
Małgorzata Gąsiorowska (ur. 14 maja 1947 w Warszawie) – teoretyk i krytyk muzyczny.

## Życiorys
Uczyła się gry na fortepianie i rytmiki w Państwowej Podstawowej Szkole Muzycznej i Liceum Muzycznym im. Karola Szymanowskiego w Warszawie. Studiowała reżyserię dźwięku (1966–1971) i teorię muzyki (1971–1974) w Państwowej Wyższej Szkole Muzycznej w Warszawie. W 1974 rozpoczęła pracę w Redakcji Muzycznej Polskiego Radia. Przez wiele lat współpracowała z dwutygodnikiem „Ruch Muzyczny”, współpracuje też z innymi periodykami kulturalnymi. Współpracuje stale z Polskim Wydawnictwem Muzycznym. Jest autorką komentarzy do partytur wydawanych w serii Arcydzieła Muzyki Polskiej XX wieku, a także autorką haseł w Encyklopedii Muzycznej PWM. Zaangażowana w propagowanie twórczości Grażyny Bacewicz, w 1999 roku wydała pierwszą monografię tej kompozytorki (Bacewicz, PWM, Kraków 1999). W tym samym roku wraz z Jackiem Rogalą zorganizowała w Polskim Radiu „Dni Muzyki Grażyny Bacewicz”. Jest także inicjatorką i autorką scenariusza dokumentalnego filmu telewizyjnego pt. Dla ludzi mam zawsze twarz pogodną – Grażyna Bacewicz (reż. Dariusz Pawelec).
Od 1982 jest w Związku Kompozytorów Polskich, gdzie pełniła funkcje sekretarza Oddziału Warszawskiego ZKP i dwukrotnie sekretarza Sekcji Muzykologów. Od 1999 przewodniczy Komisji Koncertowej, zaś od 2000 również pełni funkcję sekretarza Komisji Rewizyjnej ZKP.

## Publikacje
- Grażyna Bacewicz, Kraków PWM 1999.
- Stefan Kisielewski, Kraków PWM 2011.

## Nagrody
- Doroczna Nagroda Związku Kompozytorów Polskich (2008)
- Nagroda Stowarzyszenia Autorów ZAiKS za propagowanie polskiej muzyki współczesnej (2019)[2]